# Eliana (nom)
Eliana, אֶלִיעַנָה (hebreu), Ηλιάνα (grec modern), إليانا (àrab), és un nom propi femení.
Algunes de les seves variants són Elianna, Elliana, Eliane o Elaine. Pel que fa a la variant masculina, hi ha el nom Elián (castellà) o Eliano (italià).

## Etimologia
Segons algunes fonts, deriva de l'hebreu, traduït literalment com 'el meu Déu m'ha respost'. Està compost per tres elements hebreus: EL, que significa 'Déu'; ANA, el significat del qual és 'resposta'; i el iod (י), ubicat després d'EL, és un pronom possessiu de primera persona. Fonts bíbliques: "I ell va erigir allà un altar, i li va donar el nom d'El- ['Déu'] elohe-Israel ['El, el Déu del patriarca Israel']" (Gènesi, 33:20). "I Efraïm li va respondre [ana] a Abraham, parlant amb ell" (Gènesi, 23:14).
També pot derivar del llatí vulgar Aeliāna, la forma femenina del cognom llatí Aeliānus ('del sol'), que deriva del grec hēlios ('sol').
A més a més, està relacionat amb el nom grec Helena, i seria una de les formes derivades del nom grec, com Elaine, del francès antic. En àrab, es tradueix com 'la brillantor'.

## Onomàstica
Es pot celebrar el 13 de gener, dia de sant Elià, monjo anglès del segle vi. Sovint se celebra el 18 d'agost, dia en el qual l'Església catòlica recorda santa Helena, nom del qual deriva el seu significat, i aquest, al seu torn, del grec Helios. D'altra banda, alguns calendaris inclouen una santa Eliana el 4 de juliol.

## En altres llengües
- Alemany: Eliana o Elias/Elian (masculí)
- Anglès: Elaine
- Francès: Éliane o Élian (masculí)
- Italià: Eliana o Eliano (masculí)
- Rus: Ilijana
- Turc: Elian

## Personatges famosos
- Eliana Alexander, actriu mexicana.
- Eliana Lupo (1962), actriu de doblatge italiana.
- Eliana Miglio, actriu italiana.
- Eliana Ramos, model uruguaiana.

## Geografia
- L'Eliana, municipi del País Valencià.